# Prosper Barrigue de Fontainieu
Pour les autres membres de la famille, voir Famille de Barrigue de Fontainieu et de Montvalon.
Prosper François Irénée Barrigue de Fontainieu né à Marseille le 17 juillet 1760 et mort dans la même ville le 28 septembre 1850 est un peintre et officier de marine français.

## Biographie
Prosper de Fontainieu est le fils de Joseph-Marc-Roch Barrigue de Fontainieu, membre honoraire de l'Académie royale de peinture et de sculpture de Paris, et de Victoire Achy, fille de Barthélemy Achy, secrétaire du roi.
Admis dans la Marine royale en 1776 comme garde-marine, il est promu enseigne de vaisseau en 1778 puis lieutenant de vaisseau en 1786. Il combat dans l'escadre de l'amiral d'Estaing lors de la Guerre d'indépendance américaine et est blessé aux Bermudes. De retour en 1791 à Marseille, alors en pleine Révolution, il quitte la ville pour Nice puis Gênes. Revenu à Fréjus le 11 novembre 1792, il est arrêté comme émigré et jugé à Marseille : il est banni de France et ses biens familiaux sont saisis. Il repart pour l'Italie où il étudie la peinture auprès du peintre flamand Simon Denis. De retour à Marseille, il est nommé en 1796 professeur adjoint à l'école de dessin de la ville. Avec Claude-François Achard, il fait partie de la Commission des arts chargée de récupérer et classer les différentes œuvres en provenance des maisons religieuses supprimées. Il est membre de la section peinture, sculpture, dessins et gravures. Le couvent des Bernardines est choisi comme lieu de dépôt général de tous les objets d’art ou de science et deviendra le premier musée des beaux-arts de Marseille.
Prosper de Fontainieu est nommé membre de l'Académie de Marseille en 1801. De 1801 à 1819, il adresse régulièrement au Salon de Paris divers tableaux ayant surtout pour thèmes les environs de Marseille ou de Naples. Nommé capitaine de vaisseau honoraire et chevalier de Saint-Louis sous la Restauration, il devient presque aveugle en 1822.

## Œuvres dans les collections publiques
- Fontainebleau, château de Fontainebleau : François Ier et la reine Claude visitant la Sainte-Baume, huile sur toile.
- Marseille, musée des Beaux-Arts : Vue de la villa Cava à Naples, 1816, huile sur toile[5].

Œuvres de Prosper Barrigue de Fontainieu
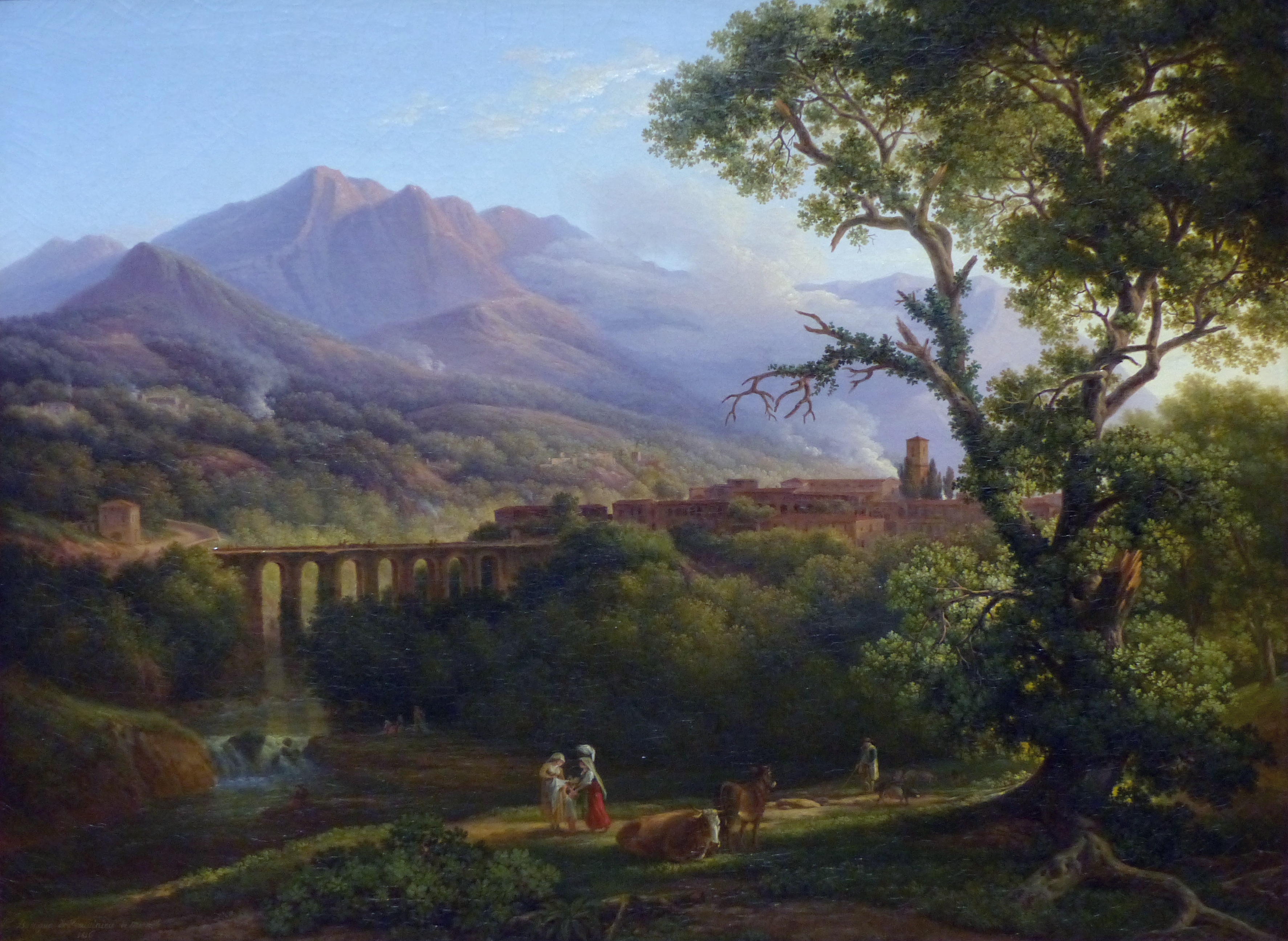
Vue de la villa Cava à Naples (1816), musée des Beaux-Arts de Marseille.
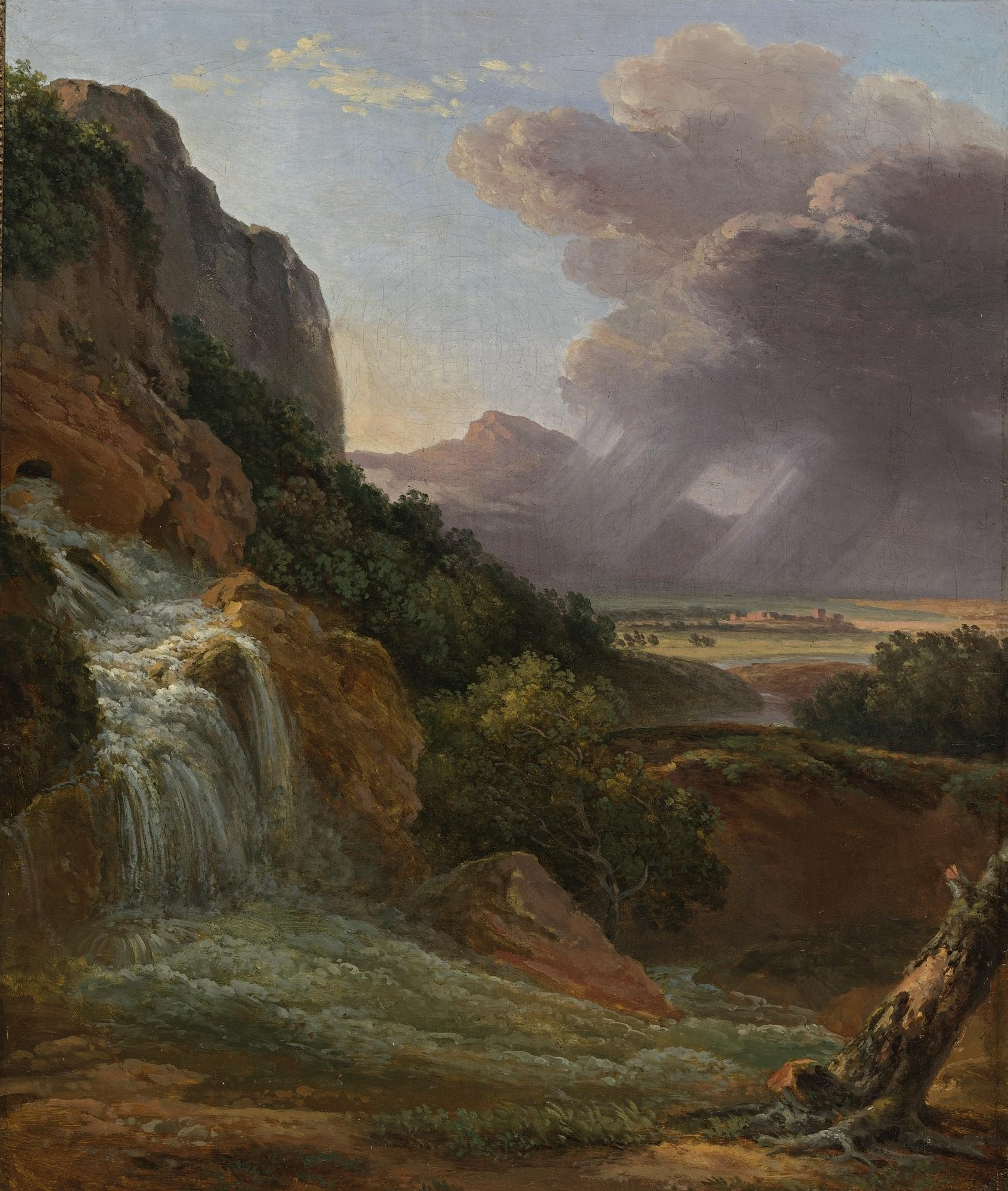
Paysage avec cascade, localisation inconnue.